# Xã Barneston, Quận Gage, Nebraska
Xã Barneston (tiếng Anh: Barneston Township) là một xã thuộc quận Gage, tiểu bang Nebraska, Hoa Kỳ. Năm 2010, dân số của xã này là 182 người.